# Lista gatunków z rodzaju zatrwian
Lista gatunków z rodzaju zatrwian (Limonium) – lista gatunków z rodzaju roślin z rodziny ołownicowatych. Należy do niego 607 gatunków według bazy taksonomicznej Plants of the World online.

## Lista gatunków

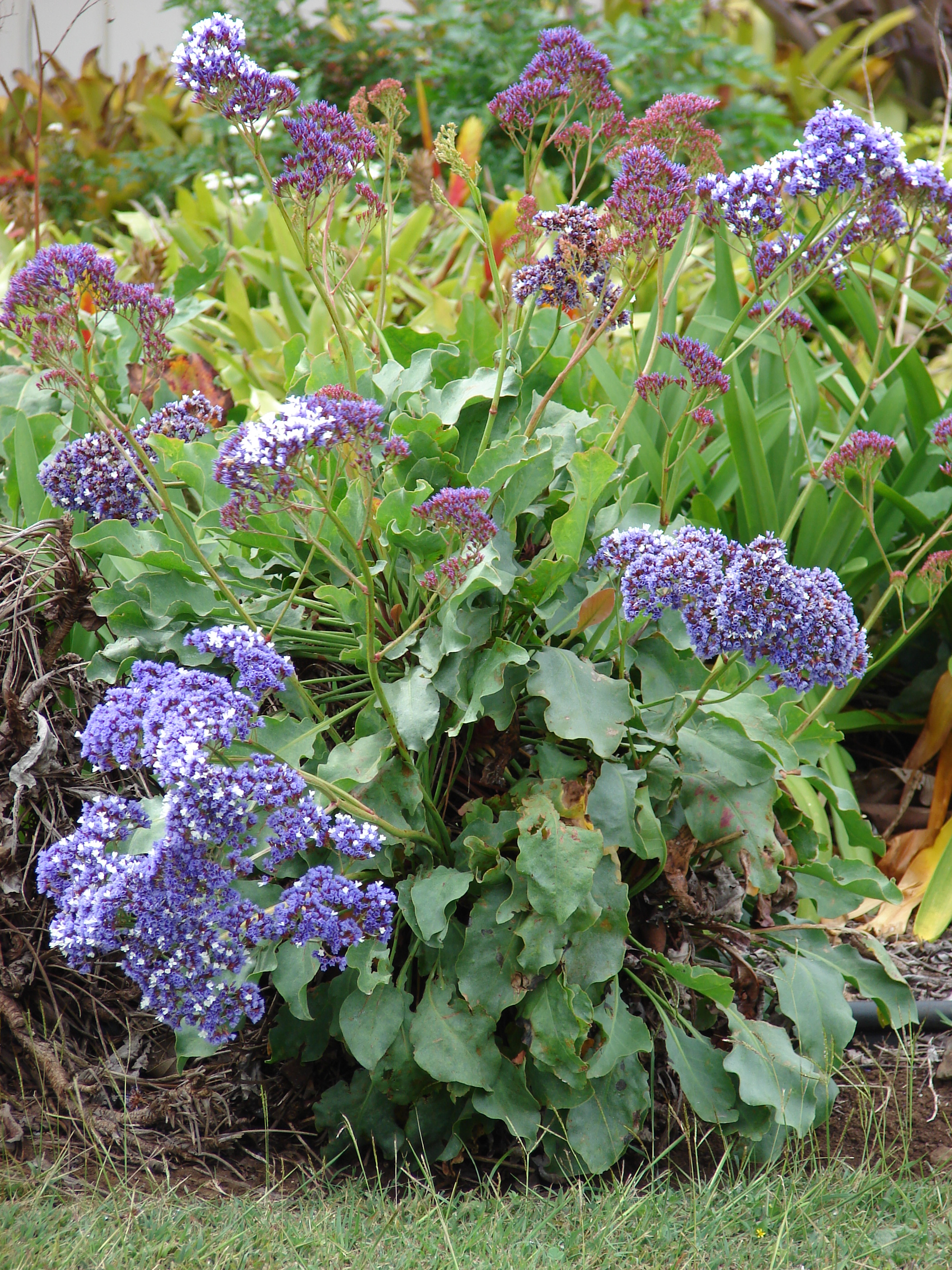
Limonium arboreum

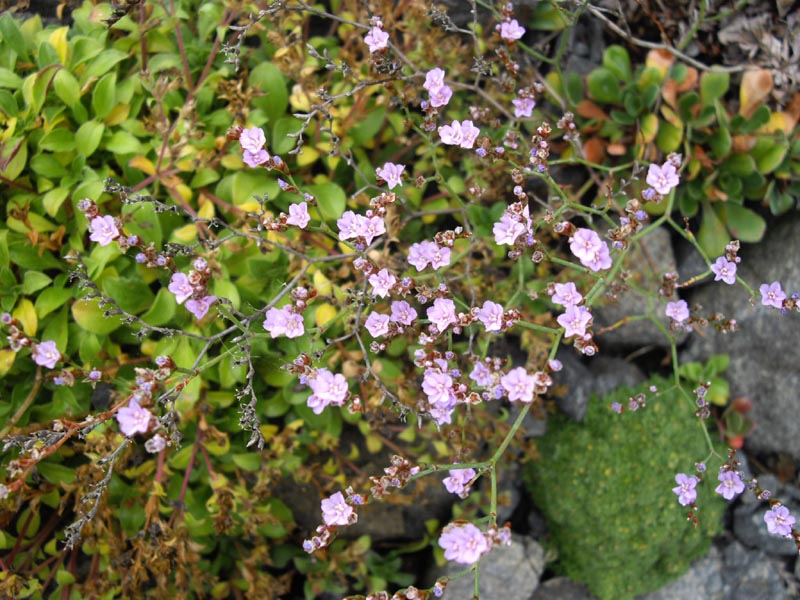
Limonium bellidifolium

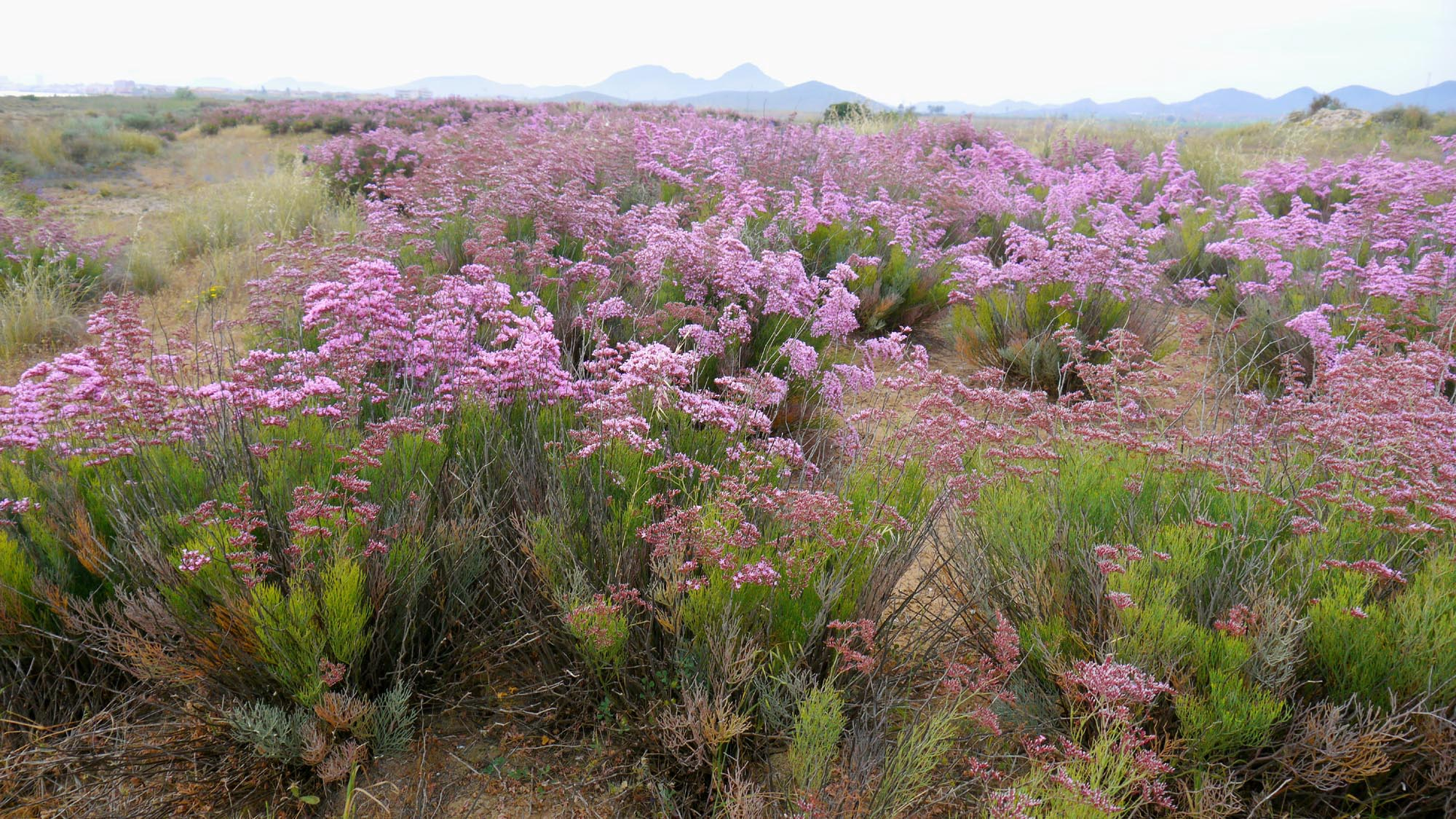
Limonium caesium

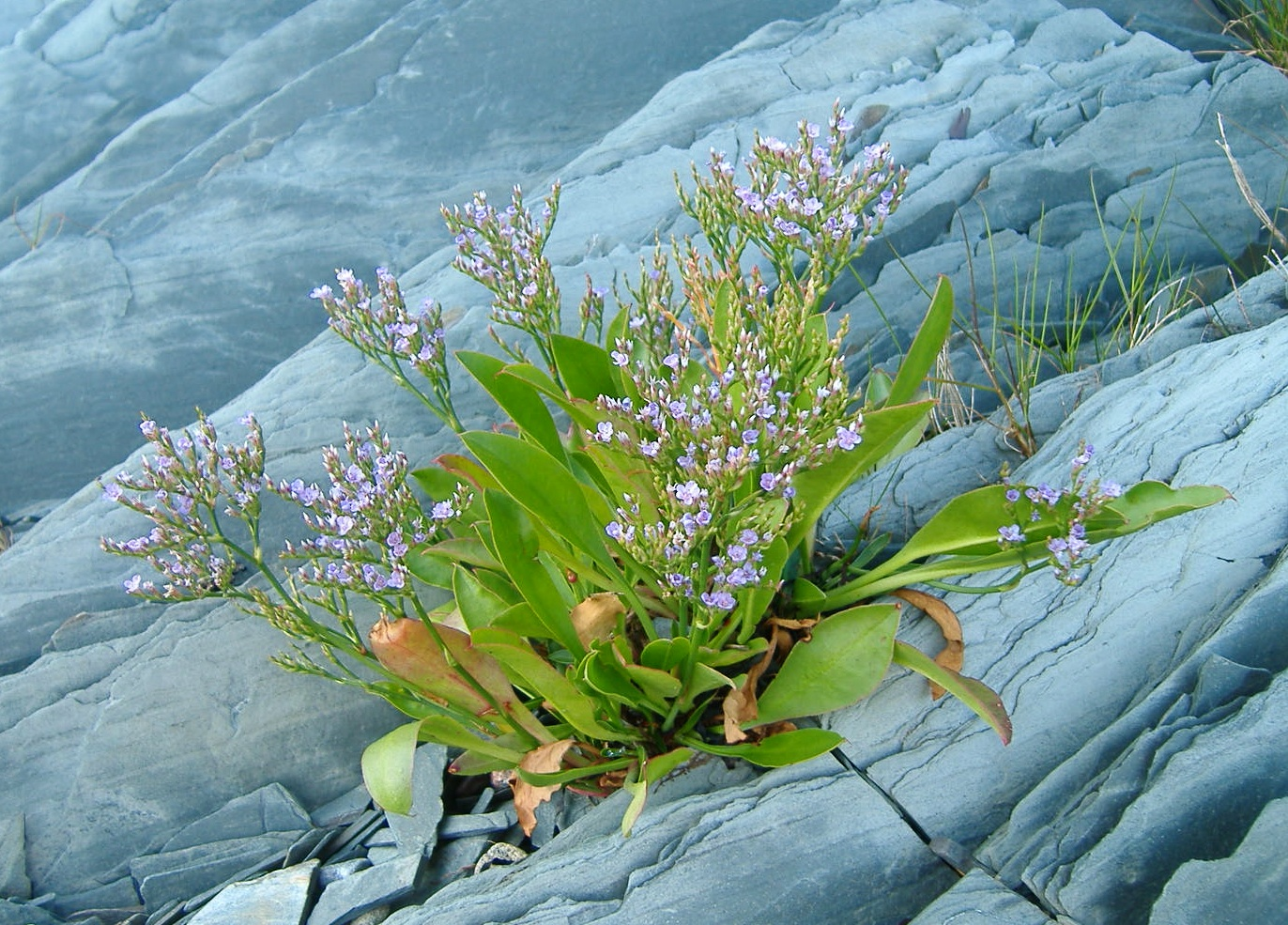
Limonium carolinianum

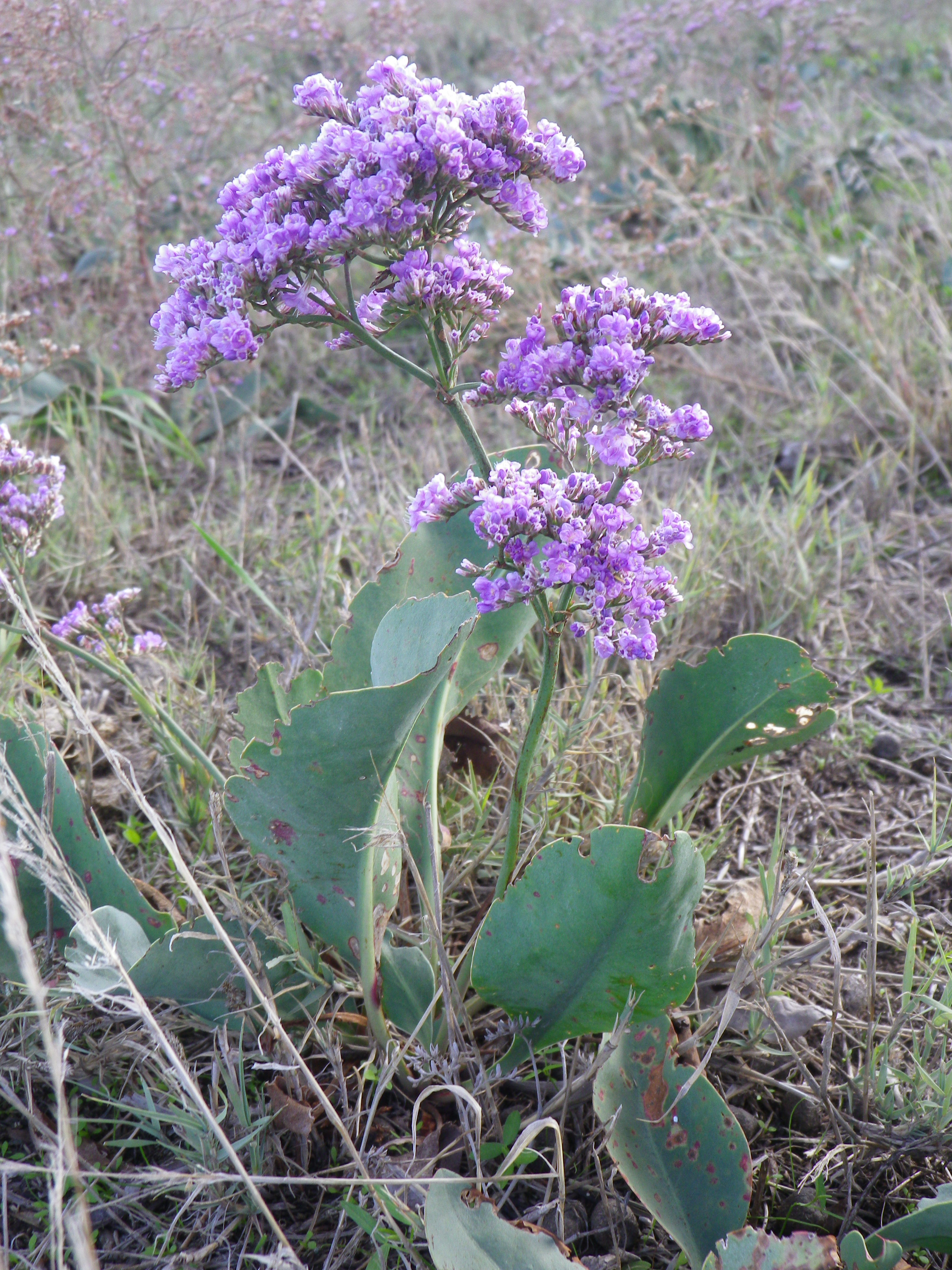
Limonium gmelinii

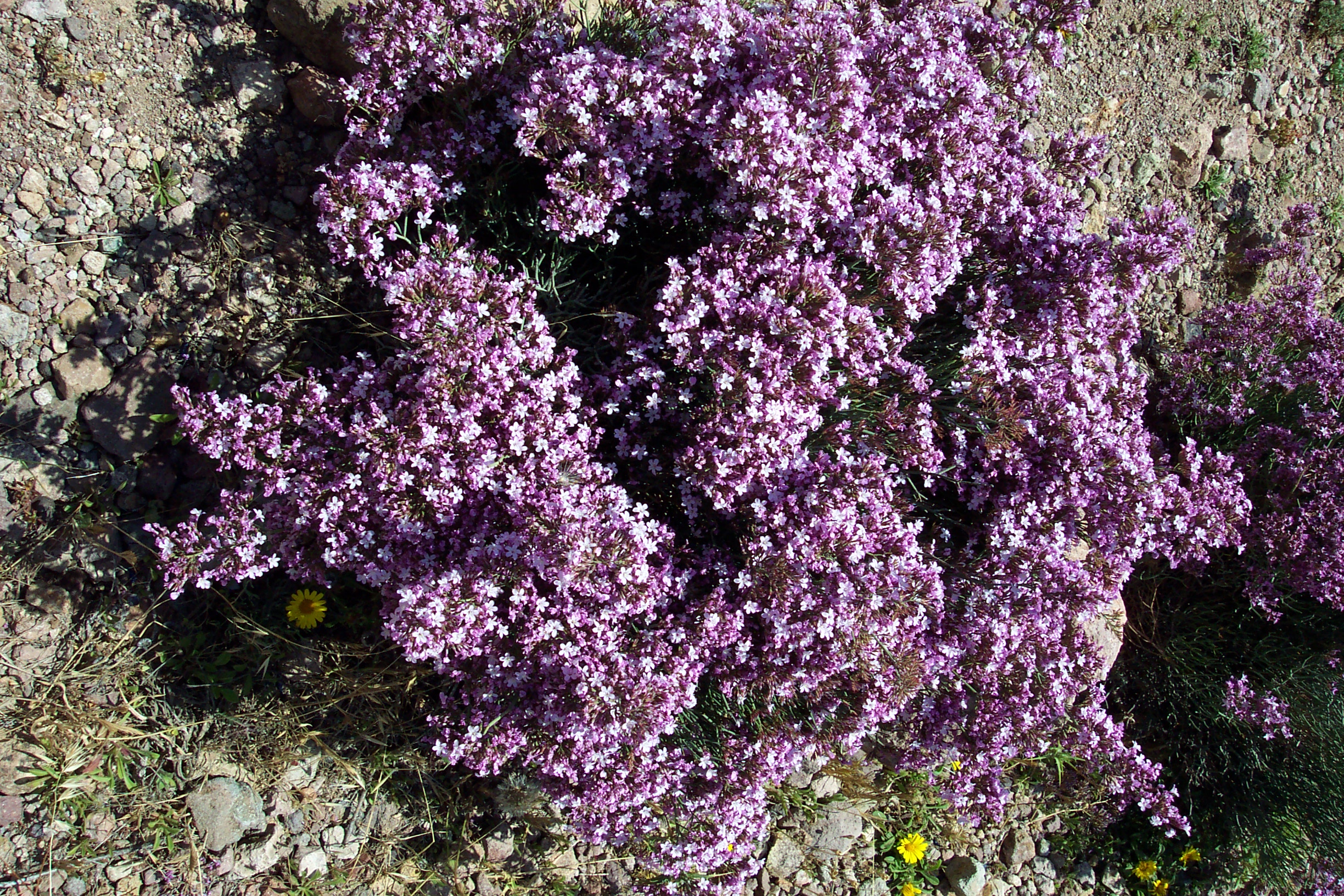
Limonium insigne

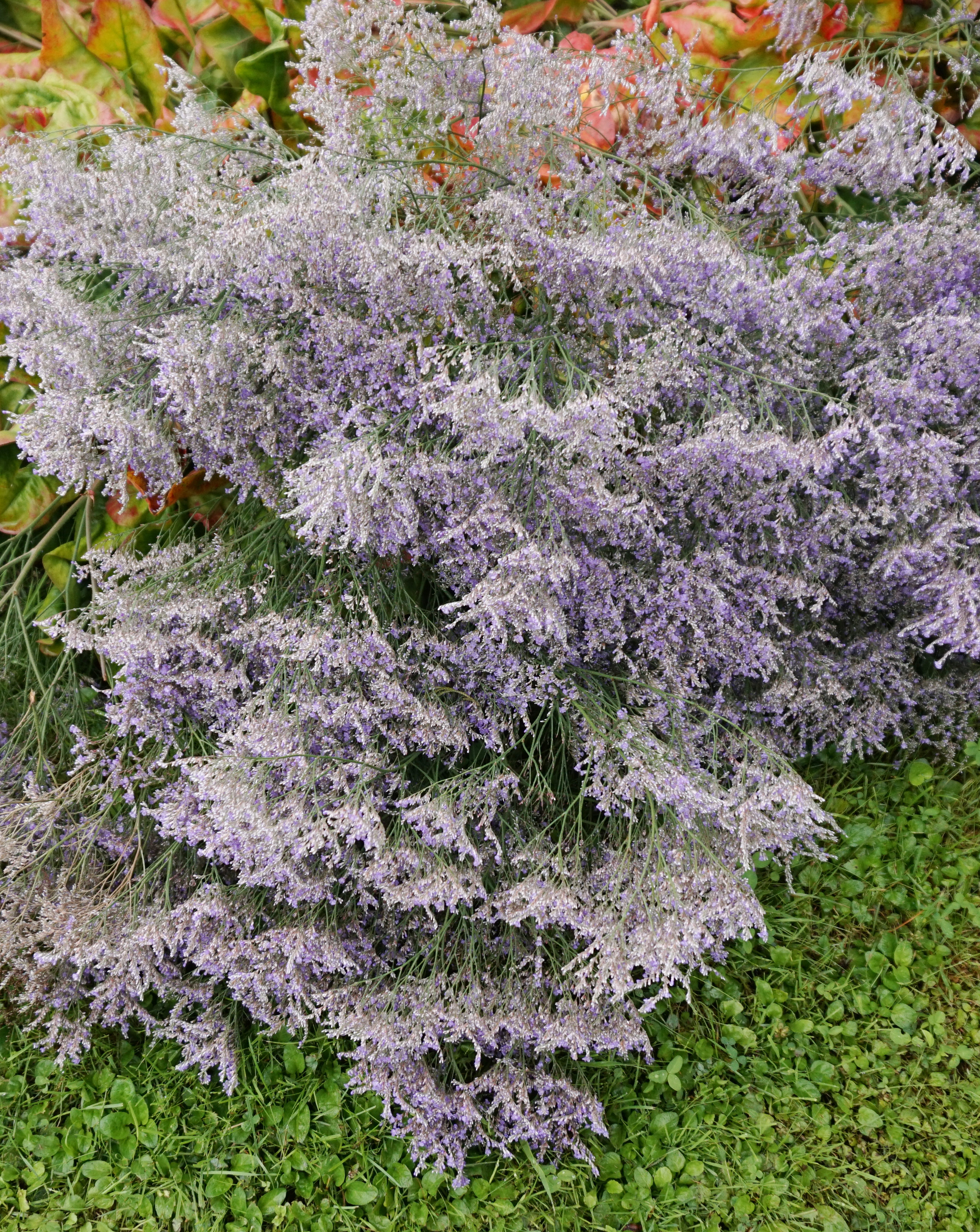
Limonium latifolium

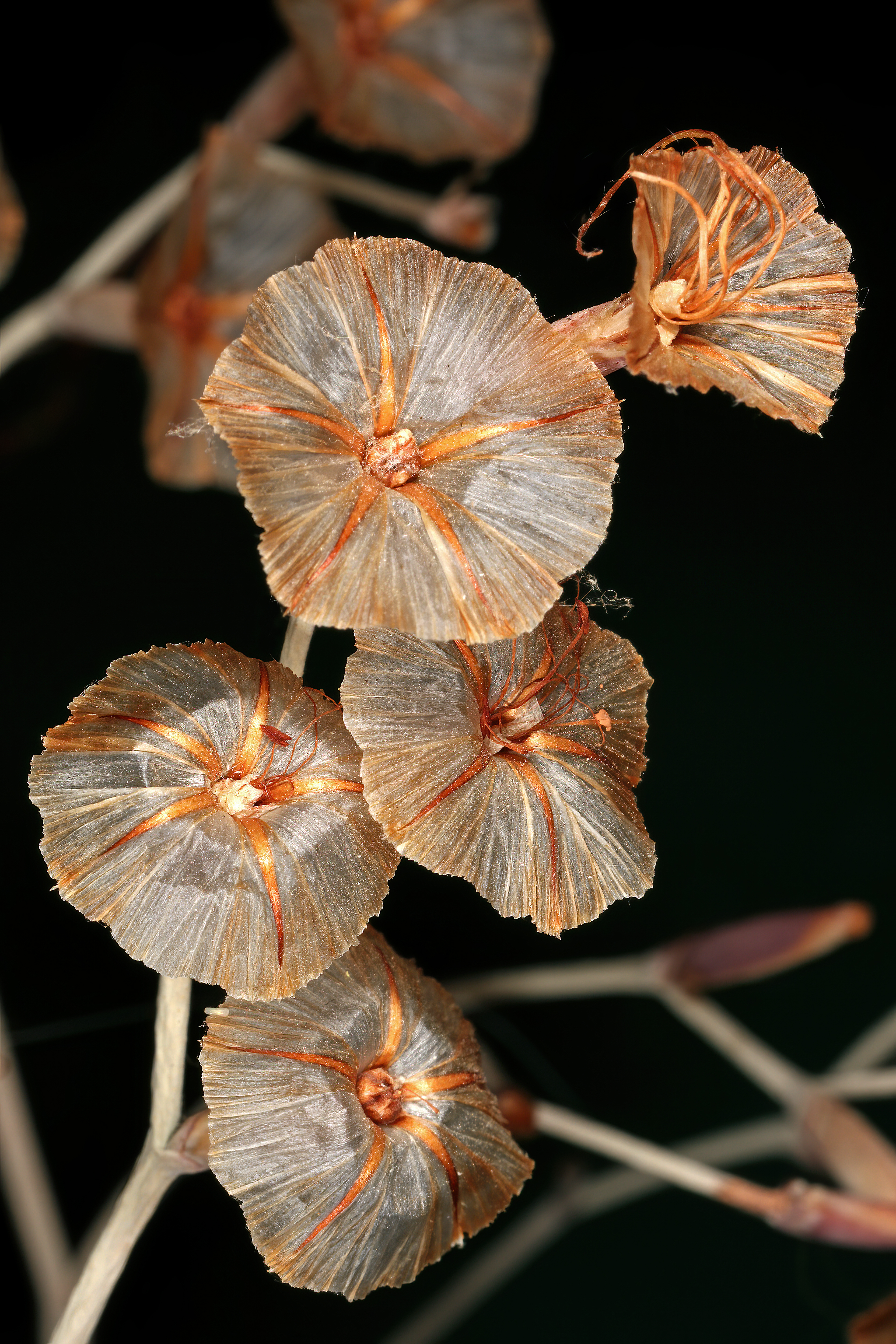
Limonium longifolium (owoce)

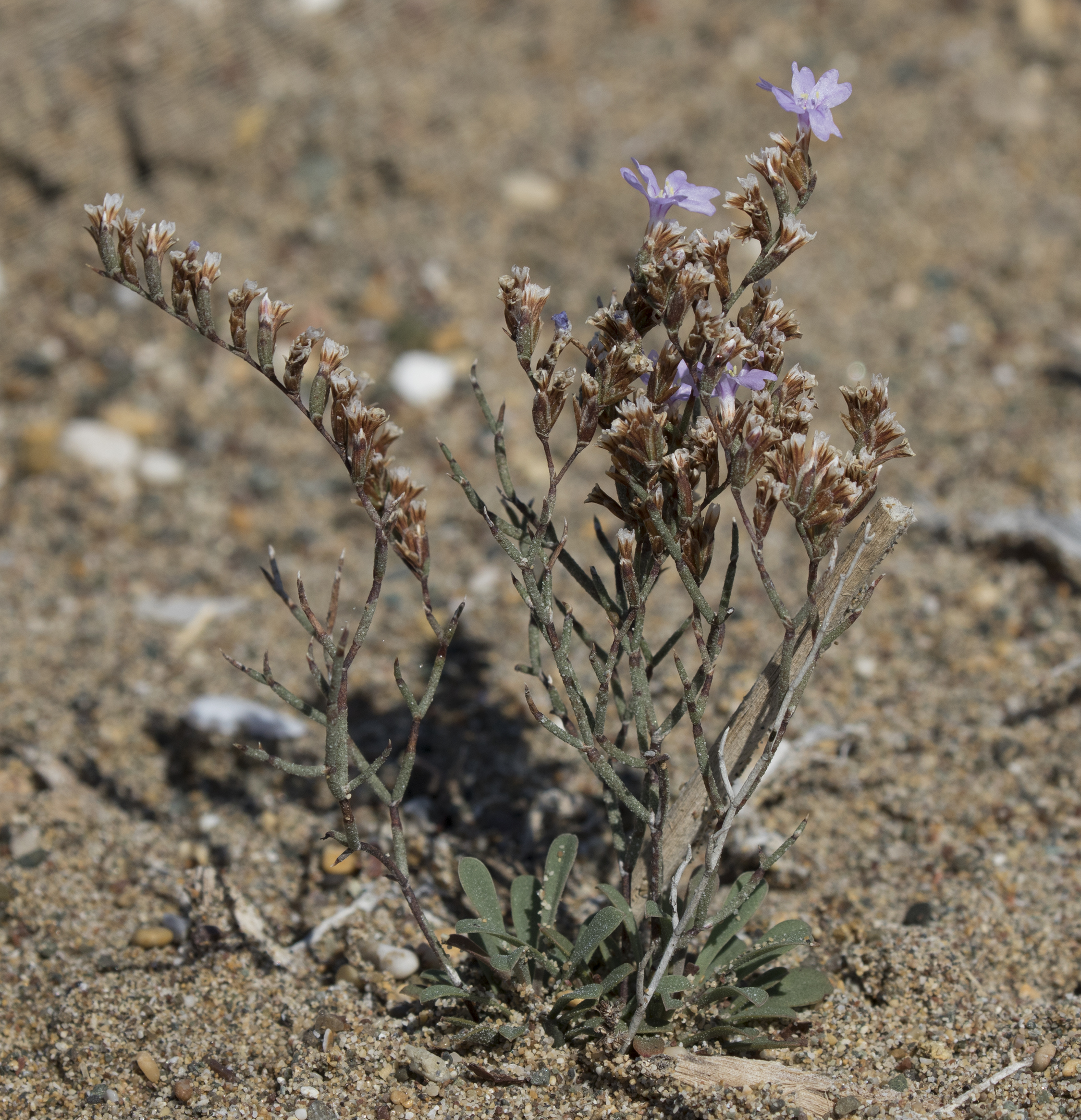
Limonium narbonense

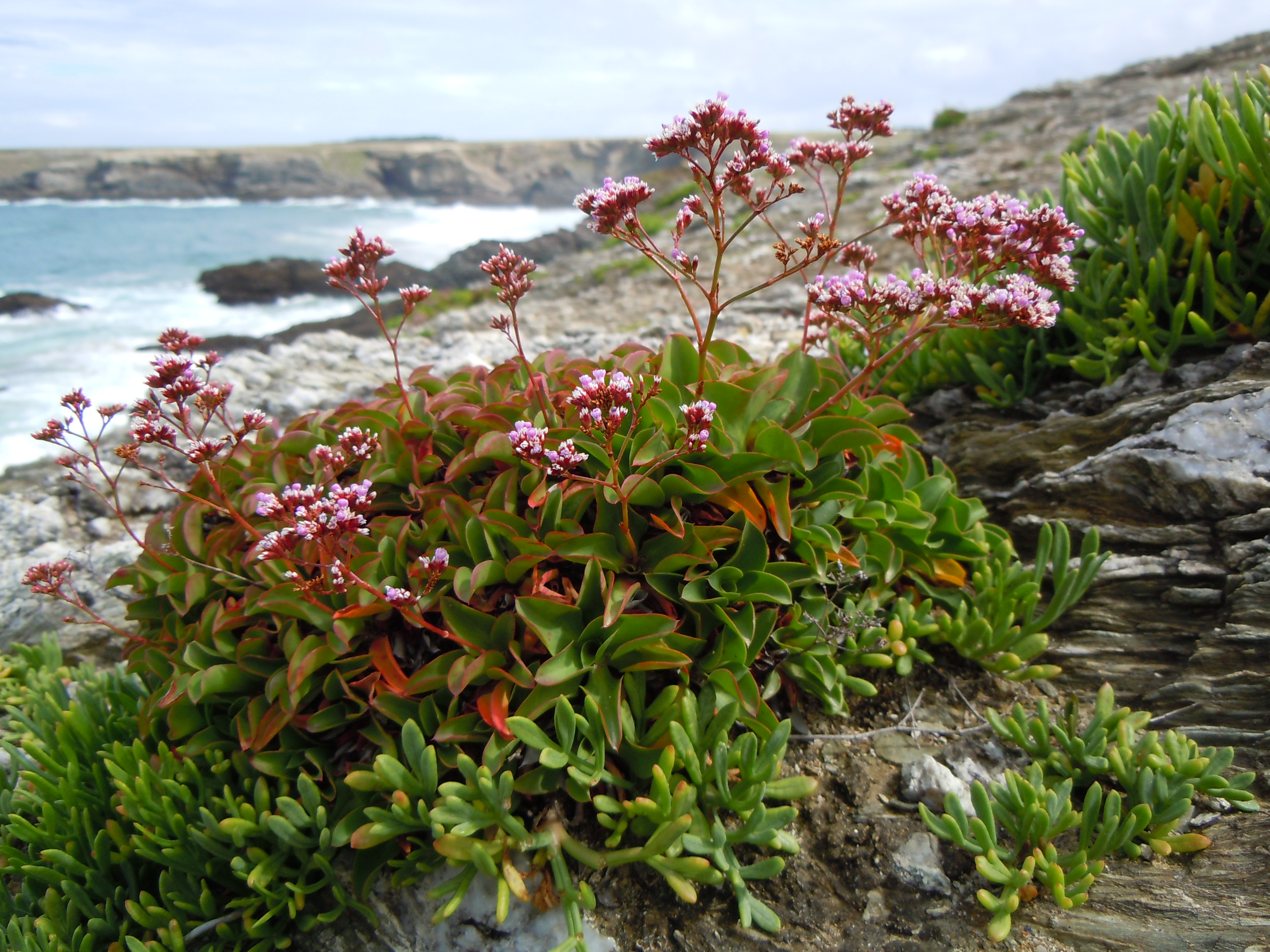
Limonium ovalifolium

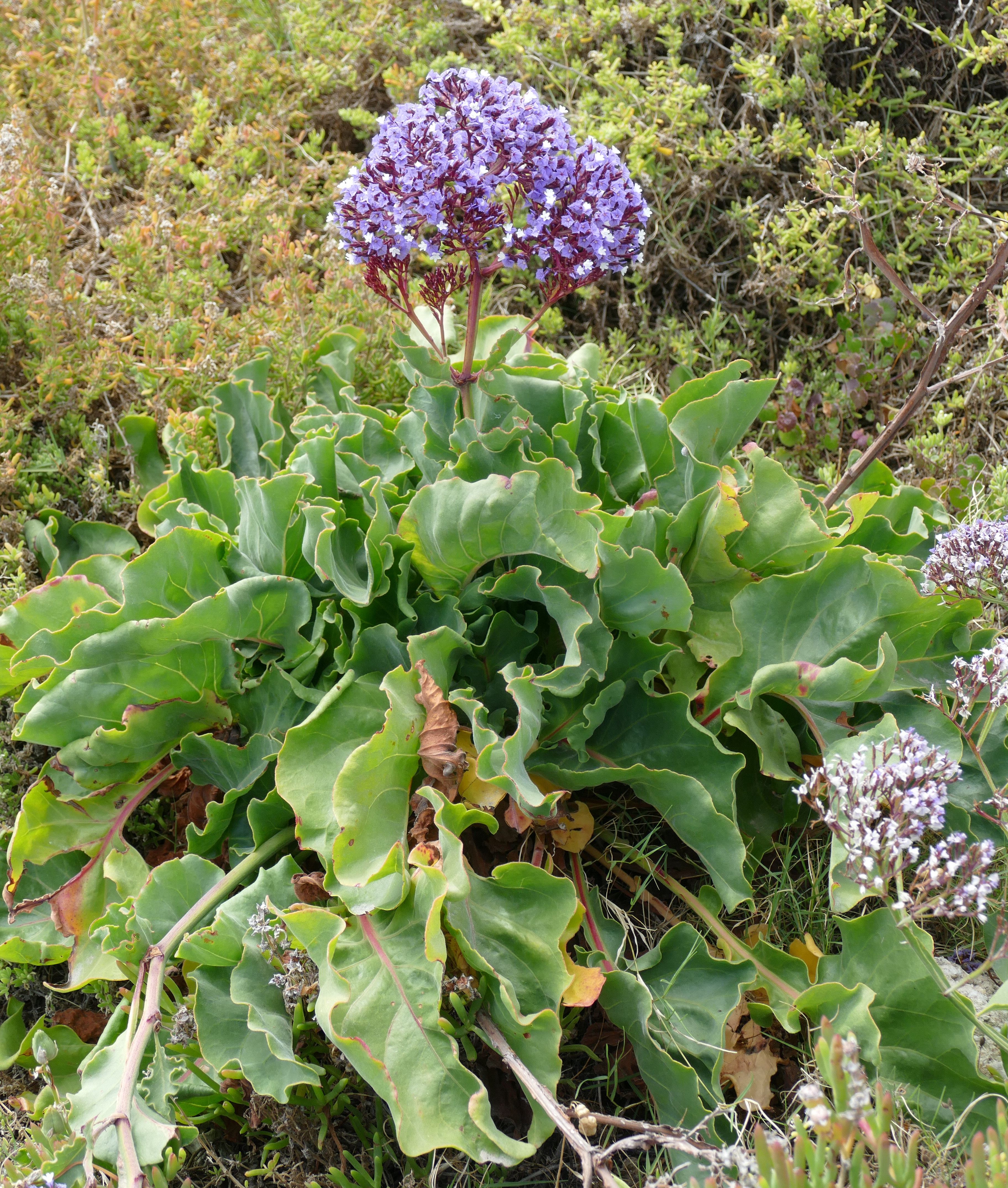
Limonium perezii

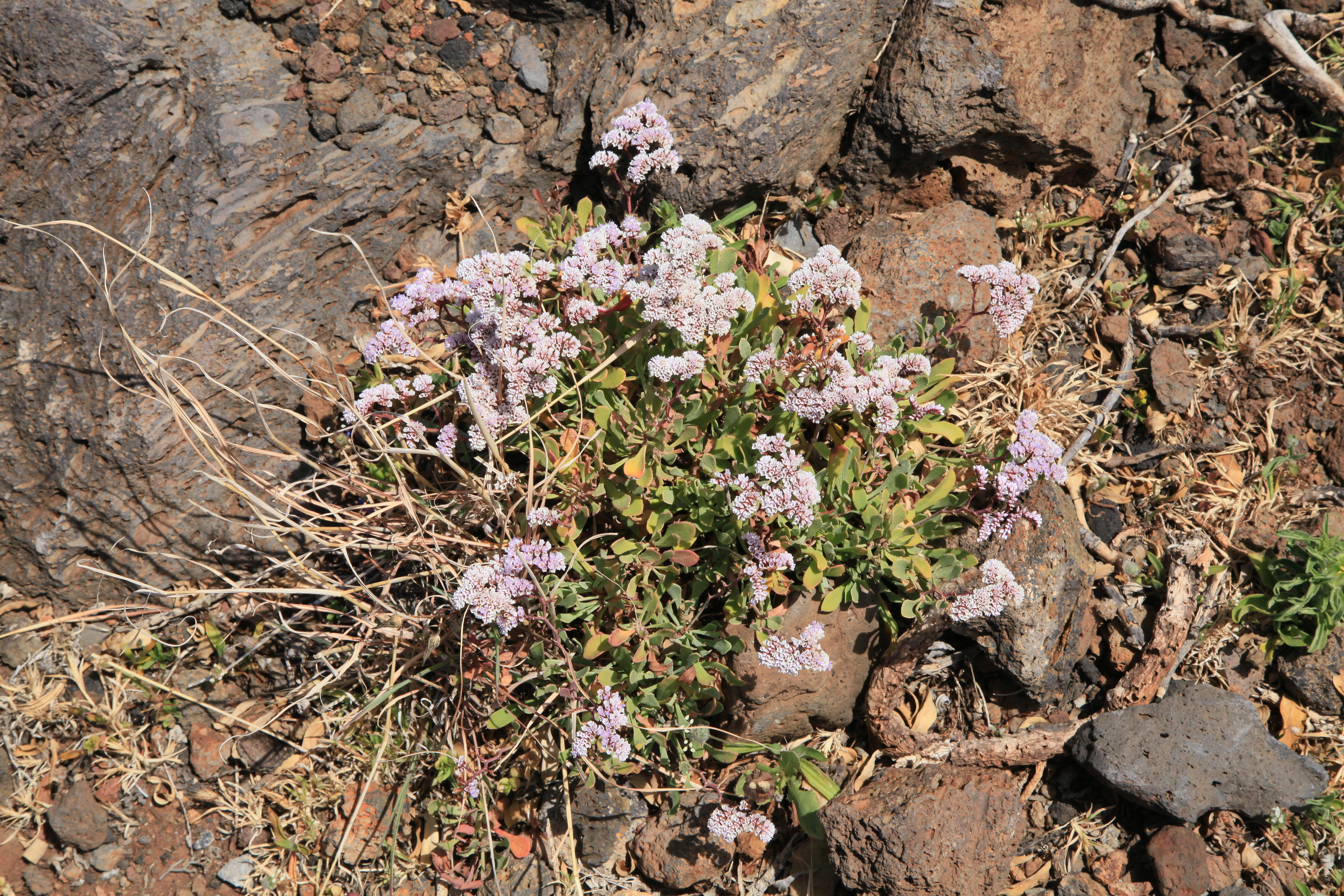
Limonium pectinatum

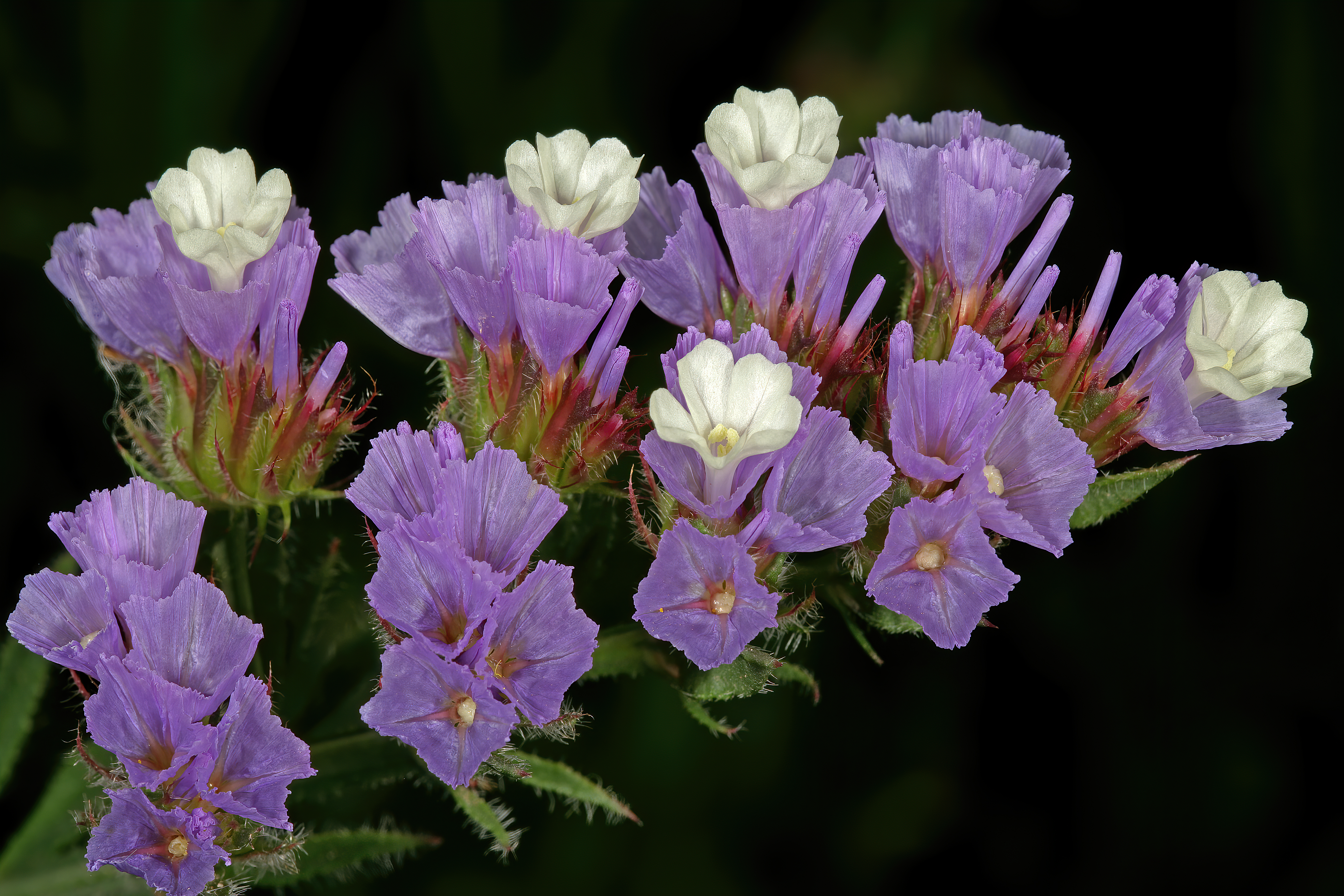
Limonium sinuatum

Wykaz (ujęcie taksonomiczne) według Plants of the World online. Nazwy polskie według:

- Limonium × abnorme (Rouy) P.Fourn.
- Limonium acuminatum L.Bolus
- Limonium acutifolium (Rchb.) C.E.Salmon
- Limonium adilguneri Yıld. & Doğru-Koca
- Limonium admirabile Terrones, J.Moreno, M.Á.Alonso, Juan & M.B.Crespo
- Limonium aegaeum Erben & Brullo
- Limonium aegusae Brullo
- Limonium afghanicum Erben & Podlech
- Limonium afrum (Pignatti) Domina
- Limonium albarracinense Pau ex P.P.Ferrer & R.Roselló
- Limonium albidum (Guss.) Pignatti
- Limonium albomarginatum Brullo
- Limonium albuferae P.P.Ferrer, R.Roselló, M.Rosato, Rosselló & E.Laguna
- Limonium album (Coincy) Sennen
- Limonium alcudianum Erben
- Limonium algarvense Erben
- Limonium algusae (Brullo) Greuter
- Limonium alicunense Gómiz
- Limonium alleizettei (Pau) Brullo & Erben
- Limonium altum P.D.Sell
- Limonium alutaceum (Steven) Kuntze
- Limonium × ambiguum (Rouy) P.Fourn.
- Limonium ammophilon (Papatsou & Phitos) Domina
- Limonium amoenum (C.H.Wright) R.A.Dyer
- Limonium amopicum Erben & Brullo
- Limonium ampuriense Arrigoni & Diana
- Limonium amynclaeum Pignatti
- Limonium anatolicum Hedge
- Limonium anglicum (Ingr.) P.D.Sell
- Limonium angustebracteatum Erben
- Limonium anthericoides (Schltr.) R.A.Dyer
- Limonium antipaxorum R.Artelari
- Limonium antonii-llorensii L.Llorens
- Limonium aphroditae R.Artelari & Georgiou
- Limonium aragonense (Debeaux ex Willk.) Pignatti
- Limonium arboreum (Willd.) Erben, A.Santos & Reyes-Bet.
- Limonium archeothirae Erben & Brullo
- Limonium arcuatum R.Artelari
- Limonium arenosum Erben
- Limonium argentarium Pignatti
- Limonium articulatum (Loisel.) Kuntze
- Limonium artruchium Erben
- Limonium asparagoides (Coss. & Durieu ex Batt.) Maire
- Limonium asperrimum Maire
- Limonium asterotrichum (C.E.Salmon) C.E.Salmon
- Limonium astypaleanum Erben & Brullo
- Limonium athinense Erben & Brullo
- Limonium atticum Erben & Brullo
- Limonium aucheri (Girard) Greuter & Burdet
- Limonium aureum (L.) Chaz.
- Limonium auriculae-ursifolium (Pourr.) Druce
- Limonium auriculifolium (Vahl) Druce
- Limonium australe (R.Br.) Kuntze
- Limonium avei (De Not.) Brullo & Erben
- Limonium axillare (Forssk.) Kuntze
- Limonium bahamense (Griseb.) Britton
- Limonium balearicum (Pignatti) Brullo
- Limonium barceloi Gil & L.Llorens
- Limonium battandieri Greuter & Burdet
- Limonium bellidifolium (Gouan) Dumort. – zatrwian stokrotkolistny
- Limonium benmageci Marrero Rodr.
- Limonium bianorii (Sennen & Pau) Erben
- Limonium bicolor (Bunge) Kuntze
- Limonium biflorum (Pignatti) Pignatti
- Limonium billardierei (Girard) Kuntze
- Limonium binervosum (G.E.Sm.) C.E.Salmon – zatrwian dwunerwowy
- Limonium bocconei (Lojac.) Litard.
- Limonium boirae L.Llorens & Tébar
- Limonium boitardii Maire
- Limonium bollei (Webb ex Wangerin) Erben
- Limonium bolosii Gil & L.Llorens
- Limonium bonafei Erben
- Limonium bonduellei (T.Lestib.) Kuntze
- Limonium bonifaciense Arrigoni & Diana
- Limonium botschantzevii (Lincz.) M.Malekm., Akhani & Borsch
- Limonium bourgeaui (Webb ex Boiss.) Kuntze
- Limonium brasiliense (Boiss.) Kuntze
- Limonium brassicifolium (Webb & Berthel.) Kuntze
- Limonium braunii (Bolle) A.Chev.
- Limonium brevipetiolatum R.Artelari & Erben
- Limonium britannicum Ingr.
- Limonium brunneri (Webb ex Boiss.) Kuntze
- Limonium brusnicense (Trinajstić) Bogdanović & Brullo
- Limonium brutium Brullo
- Limonium bulgaricum Ančev
- Limonium bungei (Claus) Gamajun.
- Limonium busianum Bogdanović & Brullo
- Limonium byzacium Brullo & Erben
- Limonium caesium (Girard) Kuntze
- Limonium calabrum Brullo
- Limonium calaminare Pignatti
- Limonium calanchicola Erben
- Limonium calcarae (Tod. ex Janka) Pignatti
- Limonium calcicola P.D.Sell
- Limonium californicum (Boiss.) A.Heller
- Limonium callianthum (T.X.Peng) Kamelin
- Limonium calliopsium Alf.Mayer
- Limonium cambrense (Ingr.) P.D.Sell
- Limonium camposanum Erben
- Limonium cancellatum (Bernh. ex Bertol.) Kuntze
- Limonium cantianum (Ingr.) P.D.Sell
- Limonium capense (L.Bolus) L.Bolus
- Limonium capitis-eliae Erben
- Limonium capitis-marci Arrigoni & Diana
- Limonium caprariae Rizzotto
- Limonium caprariense (Font Quer & Marcos) Pignatti
- Limonium carisae Erben
- Limonium carnosum (Boiss.) Kuntze
- Limonium carolinianum (Walter) Britton
- Limonium carpathum (Rech.f.) Rech.f.
- Limonium carpetanicum Erben
- Limonium carregadorense Erben
- Limonium carthaginense (Rouy) C.E.Hubb. & Sandwith
- Limonium carvalhoi Rosselló & L.Sáez
- Limonium caspium (Willd.) P.Fourn.
- Limonium castellonense Erben
- Limonium catalaunicum (Willk. & Costa) Pignatti
- Limonium catanense (Tineo ex Lojac.) Brullo
- Limonium catanzaroi Brullo
- Limonium cavanillesii Erben
- Limonium cazzae Bogdanović & Brullo
- Limonium cedrorum Domina & Raimondo
- Limonium celticum (Ingr.) P.D.Sell
- Limonium cephalonicum R.Artelari
- Limonium cercinense Brullo & Erben
- Limonium chazaliei (H.Boissieu) Maire
- Limonium chersonesum Erben & Brullo
- Limonium chrisianum Brullo & Guarino
- Limonium chrysocomum (Kar. & Kir.) Kuntze
- Limonium chrysopotamicum Maire
- Limonium circaei Pignatti
- Limonium clupeanum Brullo & Erben
- Limonium cofrentanum Erben
- Limonium × coincyi Sennen
- Limonium comosum Erben
- Limonium compactum Erben & Brullo
- Limonium companyonis (Gren. & Billot) Kuntze
- Limonium confertum Brullo & Erben
- Limonium confusum (Gren. & Godr.) Fourr.
- Limonium congestum (Ledeb.) Kuntze
- Limonium connivens Erben
- Limonium contortirameum (Mabille) Erben
- Limonium contractum Erben & Brullo
- Limonium coombense (Ingr.) P.D.Sell
- Limonium cophanense C.Brullo, Brullo, Cambria, Giusso & Ilardi
- Limonium coralliforme Alf.Mayer
- Limonium coralloides (Tausch) Lincz.
- Limonium cordatum (L.) Mill.
- Limonium cordovillense Stübing & Cirujano
- Limonium × coriacifolium (Sennen) M.B.Crespo & Serra
- Limonium corinthiacum (Boiss. & Heldr.) Kuntze
- Limonium cornarianum Kypr. & R.Artelari
- Limonium cornubiense (Ingr.) P.D.Sell
- Limonium coronense R.Artelari
- Limonium corsicum Erben
- Limonium cossonianum Kuntze
- Limonium costae (Willk.) Pignatti
- Limonium cosyrense (Guss.) Kuntze
- Limonium crateriforme Erben & Brullo
- Limonium cretaceum Cherkasova
- Limonium creticum R.Artelari
- Limonium cumanum (Ten.) Kuntze
- Limonium cunicularium Arrigoni & Diana
- Limonium cylindrifolium (Forssk.) Verdc. ex Cufod.
- Limonium cymuliferum (Boiss.) Sauvage & Vindt
- Limonium cyprium (Meikle) Hand & Buttler
- Limonium cyrenaicum (Rouy) Brullo
- Limonium cyrtostachyum (Girard) Brullo
- Limonium cythereum R.Artelari & Georgiou
- Limonium dagmariae Mucina
- Limonium damboldtianum Phitos & R.Artelari
- Limonium daveaui Erben
- Limonium davisii Doğan
- Limonium decumbens (Boiss.) Kuntze
- Limonium delicatulum (Girard) Kuntze
- Limonium dendroides Svent.
- Limonium densiflorum (Guss.) Kuntze
- Limonium densissimum (Pignatti) Pignatti
- Limonium depauperatum (Boiss.) R.A.Dyer
- Limonium devoniense (Ingr.) P.D.Sell
- Limonium dianium Pignatti
- Limonium dichotomum (Cav.) Kuntze
- Limonium dichroanthum (Rupr.) Ikonn.-Gal.
- Limonium dictyophorum (Tausch) Degen
- Limonium didimense Doğan & Akaydın
- Limonium dielsianum (Wangerin) Kamelin
- Limonium diomedeum Brullo
- Limonium dodartiforme Ingr.
- Limonium doerfleri (Halácsy) Rech.f.
- Limonium × dolcheri Pignatti
- Limonium dolihiense Erben & Brullo
- Limonium donetzicum Klokov
- Limonium doriae (Sommier) Pignatti
- Limonium dragonericum Erben
- Limonium dregeanum (C.Presl) Kuntze
- Limonium drepanostachyum Ikonn.-Gal.
- Limonium dubium (Andrews ex Guss.) Litard.
- Limonium dufourii (Girard) Kuntze
- Limonium durieui (Girard) Kuntze
- Limonium duriusculum (Girard) Fourr.
- Limonium dyeri Lincz.
- Limonium ebusitanum (Font Quer) Font Quer
- Limonium echioides (L.) Mill.
- Limonium effusum (Boiss.) Kuntze
- Limonium ejulabilis Rosselló, Mus & J.X.Soler
- Limonium elaphonisicum Alf.Mayer
- Limonium elfahsianum Brullo & Giusso
- Limonium emarginatum (Willd.) Kuntze
- Limonium equisetinum (Boiss.) R.A.Dyer
- Limonium × erectiflorum (B.Fedtsch. & Gontsch.) A.V.Grebenjuk
- Limonium × escarrei L.Llorens & Tébar
- Limonium estevei Fern.Casas
- Limonium etruscum Arrigoni & Rizzotto
- Limonium eugeniae Sennen
- Limonium failachicum Erben & Mucina
- Limonium fajzievii Zakirov
- Limonium fallax (Coss. ex Wangerin) Maire
- Limonium ferganense Ikonn.-Gal.
- Limonium fesianum Erben
- Limonium fischeri (Trautv.) Lincz.
- Limonium flagellare (Lojac.) Brullo
- Limonium flexuosum (L.) Chaz.
- Limonium florentinum Arrigoni & Diana
- Limonium fontqueri (Pau) L.Llorens ex Greuter, Burdet & G.Long
- Limonium formenterae L.Llorens
- Limonium formosum Bartolo, Brullo & Giusso
- Limonium fradinianum (Pomel) Erben
- Limonium fragile Erben & Brullo
- Limonium franchetii (Debeaux) Kuntze
- Limonium frederici (Barbey) Rech.f.
- Limonium frutescens (Lem.) Erben, A.Santos & Reyes-Bet.
- Limonium furfuraceum (Lag.) Kuntze
- Limonium furnarii Brullo
- Limonium gabrieli (Bornm.) Rech.f.
- Limonium galilaeum Domina, Danin & Raimondo
- Limonium gallurense Arrigoni & Diana
- Limonium gibertii (Sennen) Sennen
- Limonium ginzbergeri Bogdanović & Brullo
- Limonium girardianum (Guss.) Fourr.
- Limonium globuliferum (Boiss. & Heldr.) Kuntze
- Limonium glomeratum (Tausch) Erben
- Limonium gmelini (Willd.) Kuntze – zatrwian Gmelina
- Limonium gorgonae Pignatti
- Limonium gougetianum (Girard) Kuntze – zatrwian Gougeta
- Limonium grabusae Erben & Brullo
- Limonium graecum (Poir.) Kuntze
- Limonium greuteri Erben
- Limonium grosii L.Llorens
- Limonium guaicuru (Molina) Kuntze
- Limonium gueneri Doğan, H.Duman & Akaydın
- Limonium guigliae Raimondo & Domina
- Limonium gymnesicum Erben
- Limonium halophilum Pignatti
- Limonium helenae Erben & Brullo
- Limonium heraionense Erben & Brullo
- Limonium herculis Pignatti
- Limonium hermaeum Pignatti
- Limonium heterospicatum Erben
- Limonium hibericum Erben
- Limonium hibernicum (Ingr.) P.D.Sell
- Limonium hierapetrae Rech.f.
- Limonium himariense F.K.Mey.
- Limonium hipponense Brullo & Erben
- Limonium hirsuticalyx Pignatti
- Limonium hoeltzeri (Regel) Ikonn.-Gal.
- Limonium humile Mill.
- Limonium hungaricum Klokov
- Limonium hyblaeum Brullo
- Limonium hypanicum Klokov
- Limonium iconicum (Boiss. & Heldr.) Kuntze
- Limonium ikaricum Erben & Brullo
- Limonium ilergabonum López-Alvarado, Cobacho, Arán & L.Sáez
- Limonium ilvae Pignatti
- Limonium imbricatum (Webb ex Girard) F.T.Hubb. ex L.H.Bailey
- Limonium inarimense (Guss.) Pignatti
- Limonium inexpectans L.Sáez & Rosselló
- Limonium insigne (Coss.) Kuntze
- Limonium insulare (Bég. & Landi) Arrigoni & Diana
- Limonium intercedens P.D.Sell
- Limonium interjectum J.X.Soler & Rosselló
- Limonium intermedium (Guss.) Brullo
- Limonium intricatum Brullo & Erben
- Limonium ionicum Brullo
- Limonium iranicum (Bornm.) Lincz.
- Limonium irtaensis P.P.Ferrer, A.Navarro, P.Pérez, Roselló, Rosselló, M.Rosato
- Limonium isidorum Erben & Brullo
- Limonium issaeum Bogdanović & Brullo
- Limonium istriacum Bogdanović & Brullo
- Limonium ithacense R.Artelari
- Limonium jankae (Lojac.) Giardina & Raimondo
- Limonium japygicum (E.Groves) Pignatti
- Limonium jovibarba (Webb ex Boiss.) Kuntze
- Limonium kairouanum Brullo & Erben
- Limonium kardamylii R.Artelari & Kamari
- Limonium kaschgaricum (Rupr.) Ikonn.-Gal.
- Limonium kimmericum (Lipsky) Klokov
- Limonium kirikosicum Erben & Brullo
- Limonium kobstanicum Tzvelev
- Limonium komarovii Ikonn.-Gal. ex Lincz. & Czukav.
- Limonium korakonisicum R.Artelari & Valli
- Limonium korbousense Brullo & Erben
- Limonium kraussianum (Buchinger ex Boiss.) Kuntze
- Limonium kurgantjubense (Lincz.) M.Malekm., Akhani & Borsch
- Limonium lacertosum Brullo & Erben
- Limonium lacinium Arrigoni
- Limonium lacostei (Danguy) Kamelin
- Limonium laetum (Nyman) Pignatti
- Limonium lagostanum Bogdanović & Brullo
- Limonium lambinonii Erben
- Limonium latebracteatum Erben
- Limonium lausianum Pignatti
- Limonium laxiusculum Franco
- Limonium legrandii (Gaut. & Timb.-Lagr.) Erben
- Limonium leonardi-llorensii L.Sáez, Á.C.Carvalho & Rosselló
- Limonium leprosorum Bogdanović & Brullo
- Limonium leptolobum Kuntze
- Limonium leptophyllum (Schrenk) Kuntze
- Limonium lessingianum Lincz.
- Limonium letourneuxii (Coss. ex Batt.) Greuter & Burdet
- Limonium liberianum Bogdanović & Brullo
- Limonium liburnicum Bogdanović & Brullo
- Limonium lilacinum (Boiss. & Balansa) Wagenitz
- Limonium lilybaeum Brullo
- Limonium limbatum Small
- Limonium linifolium (L.f.) Chaz.
- Limonium lobatum (L.f.) Chaz.
- Limonium lobetanicum Erben
- Limonium lobinii N.Kilian & Leyens
- Limonium loganicum Ingr.
- Limonium lojaconoi Brullo
- Limonium longibracteatum Erben
- Limonium longifolium (Thunb.) R.A.Dyer
- Limonium lopadusanum Brullo
- Limonium lovricii Bogdanović & Brullo
- Limonium lowei R.Jardim, M.Seq., Capelo, J.C.Costa & Rivas Mart.
- Limonium × lucentinum Pignatti & Freitag
- Limonium macrophyllum (Willd. ex Spreng.) Kuntze
- Limonium macrorrhizum (Ledeb.) Kuntze
- Limonium magallufianum L.Llorens
- Limonium majoricum Pignatti
- Limonium majus (Boiss.) Erben
- Limonium malacitanum B.Díez
- Limonium malfatanicum Erben
- Limonium mansanetianum M.B.Crespo & Lledó
- Limonium marisolii L.Llorens
- Limonium maritimum Caperta, Cortinhas, A.P.Paes, Guara, Esp.Santo & Erben
- Limonium marmarisense Doğan & Akaydın
- Limonium maroccanum (Batt. & Trab.) Domina
- Limonium mateoi Erben & Arán
- Limonium maurocordatae (Schweinf. & Volkens) Cufod.
- Limonium mazarae Pignatti ex Brullo
- Limonium meandrinum Erben & Brullo
- Limonium medium (Ingr.) P.D.Sell
- Limonium melancholicum Brullo, Marcenò & S.Romano
- Limonium melitense Brullo
- Limonium menigense Brullo & Erben
- Limonium merxmuelleri Erben
- Limonium messeniacum R.Artelari & Kamari
- Limonium michelsonii Lincz.
- Limonium microcycladicum Erben & Brullo
- Limonium migjornense L.Llorens
- Limonium milleri Ghaz. & J.R.Edm.
- Limonium milovicii Bogdanović & Brullo
- Limonium minoicum Erben & Brullo
- Limonium minoricense Erben
- Limonium minus (Boiss.) Erben
- Limonium minutiflorum (Guss.) Kuntze
- Limonium minutum (L.) Chaz.
- Limonium monolithicum Erben & Brullo
- Limonium montis-christi Rizzotto
- Limonium morisianum Arrigoni
- Limonium mouretii (Pit.) Maire
- Limonium mouterdei Domina, Erben & Raimondo
- Limonium mucronatum (L.f.) Chaz.
- Limonium mucronulatum (H.Lindb.) Greuter & Burdet
- Limonium multiceps (Pomel) Erben
- Limonium multiflorum Erben
- Limonium multiforme Pignatti
- Limonium muradense Erben
- Limonium mutabile (Ingr.) P.D.Sell
- Limonium mutatum (Ingr.) P.D.Sell
- Limonium myrianthum (Schrenk) Kuntze
- Limonium namaquanum L.Bolus
- Limonium naniforme P.D.Sell
- Limonium narbonense Mill.
- Limonium narynense Lincz.
- Limonium neapolense Brullo & Erben
- Limonium × neumanii C.E.Salmon
- Limonium normannicum Ingr.
- Limonium nudum (Boiss. & Buhse) Kuntze
- Limonium obesifolium P.D.Sell
- Limonium oblanceolatum Brullo & Erben
- Limonium obtusifolium (Rouy) Erben
- Limonium ocymifolium (Poir.) Kuntze
- Limonium oleifolium Mill.
- Limonium oligotrichum Erben & Brullo
- Limonium omissae Bogdanović & Brullo
- Limonium optimae Raimondo
- Limonium opulentum (Lojac.) Brullo
- Limonium orellii Erben
- Limonium oristanum Alf.Mayer
- Limonium ornatum (Ball) Kuntze
- Limonium otolepis (Schrenk) Kuntze
- Limonium oudayense Sauvage & Vindt
- Limonium ovalifolium (Poir.) Kuntze
- Limonium pachynense Brullo
- Limonium pagasaeum Erben & Brullo
- Limonium palmare (Sm.) Rech.f.
- Limonium palmyrense (Post) Dinsm.
- Limonium pandatariae Pignatti
- Limonium panormitanum (Tod.) Pignatti
- Limonium papillatum (Webb & Berthel.) Kuntze
- Limonium paradoxum Pugsley
- Limonium paramedium (Ingr.) P.D.Sell
- Limonium parosicum Erben & Brullo
- Limonium parvibracteatum Pignatti
- Limonium parvifolium (Tineo) Pignatti
- Limonium parvum Ingr.
- Limonium patrimoniense Arrigoni & Diana
- Limonium paulayanum (Vierh.) Ghaz. & J.R.Edm.
- Limonium pavonianum Brullo
- Limonium pectinatum (Aiton) Kuntze
- Limonium pelagosae Bogdanović & Brullo
- Limonium peregrinum (P.J.Bergius) R.A.Dyer
- Limonium perezii (Stapf) F.T.Hubb.
- Limonium × pericotii (O.Bolòs & Vigo) Greuter & Burdet
- Limonium perplexum L.Sáez & Rosselló
- Limonium pescadense Greuter & Burdet
- Limonium peucetium Pignatti
- Limonium pharense (Ingr.) P.D.Sell
- Limonium pharosianum Bogdanović & Brullo
- Limonium phitosianum R.Artelari
- Limonium pigadiense (Rech.f.) Rech.f.
- Limonium pinillense Roselló & Peris
- Limonium planesiae Pignatti
- Limonium platyphyllum Lincz. – zatrwian szerokolistny
- Limonium plurisquamatum Erben
- Limonium poimenum Ilardi, Brullo, D.Cusimano & G.Giusso
- Limonium pomelianum (Rouy) Erben
- Limonium pomoense Bogdanović & Brullo
- Limonium pontium Pignatti
- Limonium ponzoi (Fiori & Bég.) Brullo
- Limonium popovii Kubansk.
- Limonium portlandicum (Ingr.) P.D.Sell
- Limonium portopetranum Erben
- Limonium portovecchiense Erben
- Limonium postii Domina, Erben & Raimondo
- Limonium potaninii Ikonn.-Gal.
- Limonium preauxii (Webb & Berthel.) Kuntze
- Limonium procerum (C.E.Salmon) Ingr.
- Limonium proliferum (d'Urv.) Erben & Brullo
- Limonium protohermaeum Arrigoni & Diana
- Limonium pruinosum (L.) Chaz.
- Limonium pseudarticulatum Erben
- Limonium pseudebusitanum Erben
- Limonium × pseudoconfusum (Rouy) P.Fourn.
- Limonium pseudodictyocladum L.Llorens
- Limonium pseudolaetum Arrigoni & Diana
- Limonium pseudominutum Erben
- Limonium pseudotranswallianum (Ingr.) P.D.Sell
- Limonium puberulum (Webb ex Lindl.) Kuntze
- Limonium pujosii Sauvage & Vindt
- Limonium pulviniforme Arrigoni & Diana
- Limonium punicum Brullo & Erben
- Limonium purpuratum (L.) Chaz.
- Limonium pusillum Erben & Brullo
- Limonium pylium R.Artelari
- Limonium pyramidatum Brullo & Erben
- Limonium quesadense Erben
- Limonium quinnii M.B.Crespo & Pena-Martín
- Limonium racemosum (Lojac.) Diana
- Limonium ramosissimum (Poir.) Maire – zatrwian rozłożysty
- Limonium recticaule Erben & Brullo
- Limonium recurvum C.E.Salmon
- Limonium redivivum (Svent.) G.Kunkel & Sunding
- Limonium relicticum R.Mesa & A.Santos
- Limonium remotispiculum (Lacaita) Pignatti
- Limonium reniforme (Girard) Lincz.
- Limonium reticulatum (L.) Mill.
- Limonium retirameum Greuter & Burdet
- Limonium retusum L.Llorens
- Limonium revolutum Erben
- Limonium rezniczenkoanum Lincz.
- Limonium rhodense M.B.Crespo & Pena-Martín
- Limonium rigidum Alf.Mayer
- Limonium rigualii M.B.Crespo & Erben
- Limonium roridum (Sm.) Brullo & Guarino
- Limonium rosselloi P.P.Ferrer, Roselló & E.Laguna
- Limonium rubescens Brullo & Erben
- Limonium ruizii (Font Quer) Fern.Casas
- Limonium rumicifolium (Svent.) G.Kunkel & Sunding
- Limonium rungsii Sauvage & Vindt
- Limonium sabulicola P.D.Sell
- Limonium salmonis (Sennen & Elías) Pignatti
- Limonium samium Erben & Brullo
- Limonium sanctamargaritense P.D.Sell
- Limonium santapolense Erben
- Limonium saracinatum R.Artelari
- Limonium sarcophyllum Ghaz. & J.R.Edm.
- Limonium sareptanum (A.K.Becker) Gams
- Limonium sarniense (Ingr.) P.D.Sell
- Limonium sartorianum Erben & Brullo
- Limonium savianum Pignatti
- Limonium saxicola Erben
- Limonium saxonicum (Ingr.) P.D.Sell
- Limonium scabrum (Thunb.) Kuntze
- Limonium schinousae Erben & Brullo
- Limonium scoparium (Pall. ex Willd.) Stankov
- Limonium scopulorum M.B.Crespo & Lledó
- Limonium scorpioides Erben
- Limonium secundirameum (Lojac.) Brullo
- Limonium selinuntinum Brullo
- Limonium senkakuense T.Yamaz.
- Limonium × sennenii (Rouy) P.Fourn.
- Limonium serpentinicum R.Pino, Silva Pando & J.J.Pino
- Limonium serratum Brullo & Erben
- Limonium sibthorpianum (Guss.) Kuntze
- Limonium sieberi (Boiss.) Kuntze
- Limonium silvestrei Aparicio
- Limonium sinense (Girard) Kuntze
- Limonium sinisicum Erben
- Limonium sinuatum (L.) Mill. – zatrwian wrębny
- Limonium sirinicum Erben & Brullo
- Limonium sitiacum Rech.f.
- Limonium smithii Akaydın
- Limonium soboliferum Erben
- Limonium sogdianum (Popov) Ikonn.-Gal.
- Limonium sokotranum (Vierh.) Radcl.-Sm.
- Limonium solanderi Lincz.
- Limonium sommierianum (Fiori) Arrigoni
- Limonium sougiae Erben & Brullo
- Limonium spathulatum (Desf.) Kuntze
- Limonium spectabile (Svent.) G.Kunkel & Sunding
- Limonium spreitzenhoferi Erben & Brullo
- Limonium squarrosum Erben
- Limonium stenophyllum Erben
- Limonium stenotatum (Rech.f.) Erben & Brullo
- Limonium steppicum Sefi, Ghrabi-Gammar & Brullo
- Limonium stocksii (Boiss.) Kuntze
- Limonium strictissimum (Salzm.) Arrigoni
- Limonium subanfractum Trinajstić
- Limonium subglabrum Erben
- Limonium subnudum Bogdanović & Brullo
- Limonium subrotundifolium (Bég. & A.Vacc.) Brullo
- Limonium sucronicum Erben
- Limonium suffruticosum (L.) Kuntze
- Limonium sulcitanum Arrigoni
- Limonium sundingii Leyens, Lobin, N.Kilian & Erben
- Limonium supinum (Girard) Pignatti
- Limonium sventenii A.Santos & M.Fernández
- Limonium syracusanum Brullo
- Limonium tabernense Erben
- Limonium tabulare Bogdanović & Brullo
- Limonium tacapense Brullo & Erben
- Limonium taenari Erben & Brullo
- Limonium tamaricoides Bokkari
- Limonium tamarindanum Erben
- Limonium tarcoense Arrigoni & Diana
- Limonium tauromenitanum Brullo
- Limonium tenellum (Turcz.) Kuntze
- Limonium tenoreanum (Guss.) Pignatti
- Limonium tenuicaule Erben
- Limonium tenuiculum (Tineo ex Guss.) Pignatti
- Limonium teretifolium L.Bolus
- Limonium tetragonum (Thunb.) Bullock
- Limonium teuchirae Brullo
- Limonium thaenicum Brullo & Erben
- Limonium thiniense Erben
- Limonium thirae Erben & Brullo
- Limonium tianschanicum Lincz.
- Limonium tibulatium Pignatti
- Limonium tigulianum Arrigoni & Diana
- Limonium tineoi Giardina & Raimondo
- Limonium tobarrense J.Moreno, Terrones, M.A.Alonso, Juan & M.B.Crespo
- Limonium todaroanum Raimondo & Pignatti
- Limonium toletanum Erben
- Limonium tomentellum (Boiss.) Kuntze
- Limonium tournefortii (Girard) Erben
- Limonium trachycladum Maire & Wilczek
- Limonium transcanalis (Ingr.) P.D.Sell
- Limonium transwallisnum (Pugsley) Pugsley
- Limonium tremolsii (Rouy) Erben
- Limonium trinajsticii Bogdanović & Brullo
- Limonium tritonianum Brullo & Erben
- Limonium trojae Pignatti
- Limonium tschurjukiense (Klokov) Lavrenko ex Klokov
- Limonium tuberculatum (Boiss.) Kuntze
- Limonium tubiflorum (Delile) Kuntze
- Limonium tunetanum (Barratte) Maire
- Limonium tyrrhenicum Arrigoni & Diana
- Limonium ugijarense Erben
- Limonium ursanum Erben
- Limonium usticanum Giardina & Raimondo
- Limonium vaccarii Pignatti ex Brullo
- Limonium × valentinum (Huter, Porta & Rigo) M.B.Crespo & Lledó
- Limonium validum Erben
- Limonium vanandense Erben & Brullo
- Limonium vanense Kit Tan & Sorger
- Limonium velutinum Bogdanović & Brullo
- Limonium vestitum (C.E.Salmon) C.E.Salmon
- Limonium viciosoi (Pau) Erben
- Limonium vigaroense Marrero Rodr. & R.S.Almeida
- Limonium vigoi L.Sáez, Curcó & Rosselló
- Limonium viniolae Arrigoni & Diana
- Limonium × virgatoformis (Rouy) B.Bock
- Limonium virgatum (Willd.) Fourr.
- Limonium vravronense Erben & Brullo
- Limonium vulgare Mill.
- Limonium wendelboi Bokhari
- Limonium wessexense (Ingr.) P.D.Sell
- Limonium wiedmannii Erben
- Limonium wrightii (Hance) Kuntze
- Limonium xerocamposicum Erben & Brullo
- Limonium xerophilum Brullo & Erben
- Limonium xiliense Erben & Brullo
- Limonium xipholepis (Baker) Hutch. & E.A.Bruce
- Limonium zacynthium R.Artelari
- Limonium zankii Bogdanović & Brullo
- Limonium zanonii (Pamp.) Domina
- Limonium zembrae Pignatti
- Limonium zeugitanum Brullo & Erben